# توني موريسون
توني موريسون (بالإنجليزية: Toni Morrison) روائية أمريكية-إفريقية مولودة في أوهايو في 18 فبراير 1931، وهي الكاتبة الأمريكية السوداء الوحيدة التي حصلت على جائزة نوبل في الأدب عام 1993 عن مُجمل أعمالها، وجائزة بوليتزر عن روايتها محبوبة أو أن تكون محبوبًا التي تُعد في نظر الكثير من النقاد أعظم عمل لتوني موريسون، قيل عنها أنها أهم روائية سوداء في أمريكا كما تعد أول سوداء تحصل على مقعد في جامعة برينستون، والذي كان حصرًا على الرجال البيض. أصدرت 11 رواية منها: أكثر العيون زرقة التي كشفت عن العبودية وعواقبها الاقتصادية والنفسية في القرن التاسع عشر وما بعده، إضافة إلى روايات نشيد سليمان، صولا، وطفل القطران. تُرجمت أعمالها إلى مختلف لغات العالم، ومن بينها العربية. عملت في جامعة تكساس ثم في جامعة هاوارد، ثم انتقلت إلى نيويورك للعمل كمحررة في دار نشر (راندوم هاوس) توفيت موريسون في 5 أغسطس 2019 على إثر مرض لم تعلن عنه، وقد بلغت الـ88 من العمر.

## حياتها المبكرة ومهنتها
ولدت توني موريسون في لورين بولاية أوهايو وكانت الطفلة الثانية من بين أربع أطفال في العائلة. كانت موريسون تقرأ باستمرار ومن كتابها المفضلين جين أوستن وليو تولستوي، وكان والدها يروي لها العديد من الحكايات الشعبية عن مجمتمع السود بطرية السرد القصصي والتي أثرت لاحقا على أسلوبها في الكتابة.
في عام 1949 التحقت موريسون بجامعة هاوارد وفي عام 1953 حصلت على بكلوريوس في الأدب الإنكليزي، وفي عام 1955 نالت شهادة الماجستير من جامعة كورنيل. بعد أن نالت الماجستير عملت في جامعة تكساس الجنوبية ما بين سنتي 1955 و1957 ثم عادت للعمل في جامعة هاوارد. تزوجت من المهندس المعماري الجامايكي هارولد موريسون في عام 1958 وتطلقت منه عام 1964 بعد أن أنجبا طفلين. بعد الطلاق انتقلت إلى سيراكيوز ثم إلى نيويورك لتعمل محررة كتب منهجية ثم محررة في المقر الرئيسي لدار نشر راندوم هاوس، وهنا لعبت دوري حيوي في دفع أدب السود إلى الواجهة.

## مهنة الكتابة
بدأت موريسون كتابة الروايات الخيالية عندما كانت مشتركة مع مجموعة من الكتاب والشعراء في جامعة هاوارد الذين كانوا يلتقون ويناقشون أعمالهم. في أحد المرات ذهبت مورسون إلى الاجتماع وهي تحمل قصة قصيرة عن فتاة سوداء تتوق للحصول على عيون زرقاء وقد طورت هذه القصة فيما بعد لتصبح روايتها الأولى التي تحمل عنوان «العين الأكثر زرقة» التي نشرتها عام 1970. كتبت موريسون هذه الرواية في الوقت الذي كانت تربي طفليها وتعمل في جامعة هاوارد. في عام 2000 اختيرت هذه الرواية كإحدى مختارات نادي أوبرا للكتاب.
في عام 1975 رشحت روايتها «صولا» التي كتبتها عام 1973 لجائزة الكتاب الوطنية، أما روايتها الثالثة «نشيد سليمان» فقد اختيرت كتاب الشهر وهي أول رواية لكاتب أسود يتم اختيارها بعد رواية الكاتب ريتشارد رايت «الابن البلدي» التي اختيرت عام 1940 وقد حصلت أيضا على جائزة النقاد الوطنية. في عام 1987 شكلت روايتها «محبوبة» نقطة حرجة في تاريخ نجاحها عندما فشلت في الفوز بجائزة الكتاب الوطنية وجائزة النقاد الوطنية مما حدا بعدد من الكتاب إلى الاحتجاج ضد إغفال موريسون، ولكن بعد مدة قصيرة فازت هذه الرواية بجائزة بوليتزر عن فئة الأعمال الخيالية وبجائزة الكتاب الأمريكي. في نفس السنة عملت موريسون أستاذة زائرة في كلية بارد. في عام 1998 تحولت هذه الرواية إلى فيلم يحمل نفس الاسم من بطولة أوبرا وينفري ودان كلوفر. رشحت، دورية نيويورك تايمز للكتب هذه الرواية في عام 2006 كأفضل رواية أمريكية نشرت خلال الخمس وعشرون سنة الماضية.

## الوفاة
توفيت موريسون في مركز مونتيفيوري الطبي في ذا برونكس، مدينة نيويورك في 5 أغسطس 2019، بسبب مضاعفات ذات الرئة. عن عمر 88 عامًا.

## السياسية والاستقبال الأدبي والإرث

### السياسة
لم تخش موريسون من التعليق على السياسة الأمريكية والعلاقات العرقية.

في كتابة عن اتهام بيل كلينتون عام 1998 بالتقصير، زعمت أنه كان يتعرض منذ فضيحة وايت ووتر إلى سوء المعاملة على نفس الطريقة التي عادةً ما يتعرض إليها السود:
قبل سنوات، في وسط تحقيقات فضيحة وايت ووتر، سمع شخص ما أول تمتمة: بصرف النظر عن البشرة البيضاء، هذا أول رئيس أسود لنا. أكثر سوادًا من أي شخص أسود حقيقي يمكن انتخابه في حياة أطفالنا. أخيرًا، يعرض كلينتون كل خصائص المواطن الأسود تقريبًا: نشأ في أسرة ذي عائل واحد، وُلد فقيرًا، من طبقة عاملة، يلعب الساكسفون، وهو فتى يعشق المأكولات السريعة مثل ماكدونالدز من ولاية أركنساس.
اعتمد أنصار بيل كلينتون عبارة «أول رئيس أسود لنا» كتعبير إيجابي. عندما كرمت كتلة النواب السود في الكونغرس الرئيس السابق في حفل العشاء الذي أقيم في واشنطن العاصمة في 29 سبتمبر 2001، على سبيل المثال، قالت رئيسة الكتلة إدي بيرنيس جونسون للحاضرين أن كلينتون «اتخذ العديد من المبادرات التي جعلتنا نفكر قليلًا بانتخابنا لأول رئيس أسود».
في سياق الحملة الانتخابية الديمقراطية الأولية لعام 2008، ذكرت موريسون لمجلة تايم: «أساء الأشخاص فهم تلك العبارة. كنت أعرب عن أسفي للطريقة التي عومل بها الرئيس كلينتون، إزاء الفضيحة الجنسية التي كانت تحيط به. قلت إنه كان يعامَل كأسود في الشّارع، مذنب فعلًا، ومجرم فعلًا. ليس لدي أدنى فكرة عن غرائزه الحقيقية، من حيث العرق.» في السباق الرئاسي الديمقراطي لانتخابات الرئاسة في عام 2008، أيدت موريسون السيناتور باراك أوباما على منافسته السيناتور هيلاري كلينتون، مع احترامها وإعجابها بالأخيرة. عندما فاز، قالت موريسون أنها تشعر بإنها أمريكية لأول مرة. قالت: «شعرت بحس وطني قوي جدًا عندما ذهبت إلى مراسم تنصيب باراك أوباما. شعرت وكأنني طفل».
في أبريل 2015، متحدثة عن وفاة مايكل براون وإيريك غارنر ووالتر سكوت؛ مقتل ثلاثة رجال سود غير مسلحين على يد ضباط شرطة بيض، قالت موريسون: «يستمر الأشخاص بقول: «نحن بحاجة إلى إجراء حوار حول العرق». هذا هوا الحوار. أريد أن أرى شرطيًا يطلق النار على مراهق أبيض غير مسلح في ظهره. وأريد أن أرى رجلًا أبيض مدان باغتصاب امرأة سوداء. ثم عندما تسألني، «هل قُضي الأمر؟»، سأقول نعم».
بعد انتخاب دونالد ترامب رئيسًا للولايات المتحدة في عام 2016، كتبت موريسون مقالًا بعنوان «حداد على البيض» نُشر في عدد 21 نوفمبر 2016 من مجلة ذا نيويوركر. تزعم فيه أن الأمريكيين البيض يخشون خسارة الامتيازات التي يوفرها لهم عرقهم إلى الحد الذي جعل الناخبين البيض ينتخبون ترامب، الذي وصفته بأنه «مدعوم من قبل كو كلوكس كلان» من أجل الإبقاء على فكرة سيادة الأبيض.
مؤلفاتها
- العين الأكثر زرقة، 1970
- صولا 1975
- محبوبة
- أكثر العيون زرقة 1970
- نشيد سليمان،
- طفل القطران
- غرام
- ليكن الرب في عون الطفلة
- الفردوس

## وصلات داخلية
- قائمة السيدات الحاصلات على جائزة نوبل

## روابط خارجية
- توني موريسون على موقع IMDb (الإنجليزية)
- توني موريسون على موقع الموسوعة البريطانية (الإنجليزية)
- توني موريسون على موقع مونزينجر (الألمانية)
- توني موريسون على موقع ميوزك برينز (الإنجليزية)
- توني موريسون على موقع إن إن دي بي (الإنجليزية)
- توني موريسون على موقع ديسكوغز (الإنجليزية)
- توني موريسون على موقع قاعدة بيانات الفيلم (الإنجليزية)